# Stade Jean Antoine Moueix
Das Stade Jean Antoine Moueix ist ein Fußballstadion in Libourne, Département Gironde in der südwestfranzösischen Region Nouvelle-Aquitaine. Bei seiner Eröffnung 1965 hatte es ca. 2.800 Plätze. Heute fasst es 6.050 Zuschauer. Es ist Spielstätte des FC Libourne und nach einem ehemaligen Präsidenten des Vereins benannt. Auf der Haupttribüne stehen 1.685 Sitzplätze bereit. Die Gegentribüne bietet 2.045 Sitzplätze und jeweils 900 Stehplätze auf den zwei Hintertortribünen. Für die Gästefans stehen 500 Plätze bereit und weitere 20 Behindertenplätze.
Im Jahr 2006 wurde das Stadion renoviert und modernisiert. Es wurde eine neue Gegentribüne errichtet; ein neugestalteter Eingangsbereich im Stadion; ein elektronisches Ticketsystem; eine verbesserte Flutlichtanlage; ein Fan-Shop sowie ein Videoüberwachungssystem. In nächster Zeit soll die Kapazität auf über 8.200 Plätze (4.140 Sitzplätze) erweitert werden.